# 61 العذراء b
61 العذراء b هو كوكب خارج المجموعة الشمسية في فلك حول النجم 61 العذراء في كوكبة العذراء. يقع الكوكب على مسافة تقدر بنحو 27.9 سنة ضوئية من الشمس استنادا على بيانات القمر الصناعي هيباركوس لتزيح النجم 61 العذراء البالغ 116.89 ثانية قوسية.

## خصائص
```
61 العذراء b هو 
كوكب أرض فائقة
 بمعنى أنة كوكب خارج المجموعة الشمسية صخري لة نصف قطر وكتلة أكبر من الأرض، ولكن أصغر من نصف قطر وكتلة العمالقة الجليدية 
نبتون
 
وأورانوس
.
```

كتلة 61 العذراء b الدنيا تعادل 5.1 مرة كتلة الأرض ويدور الكوكب قريب جدا من النجم المضيف خلال فترة مدارية تبلغ 4.21 يوم، على مسافة 0.050201 وحدة فلكية (بالمقارنة متوسط مدار عطارد يبعد عن الشمس، 0.38 وحدة فلكية) في مدار ينحرف 0.12 درجة. ويتلقى الكوكب 296.5 مرة أكثر من التدفق الإشعاعي مما تتلقاة الأرض من ضوء الشمس. درجة حرارة الكوكب تقدر بنحو 1,054 ك (781 °م؛ 1,438 °ف). ولة نصف قطر محتمل 1.6 R🜨 ، استنادا إلى كتلتة.

## الاكتشاف
تم اكتشاف هذا الكوكب في 14 ديسمبر 2009 من قبل ستيفن S. فوغت وأخرون باستخدام طريقة قياس السرعة الشعاعية للنجم المضيف اجريت القياسات في مرصد كيك والمرصد الفلكي الأسترالي.

مخطط لمدرات نظام نجم 61 العذراء.